# Kenilworth

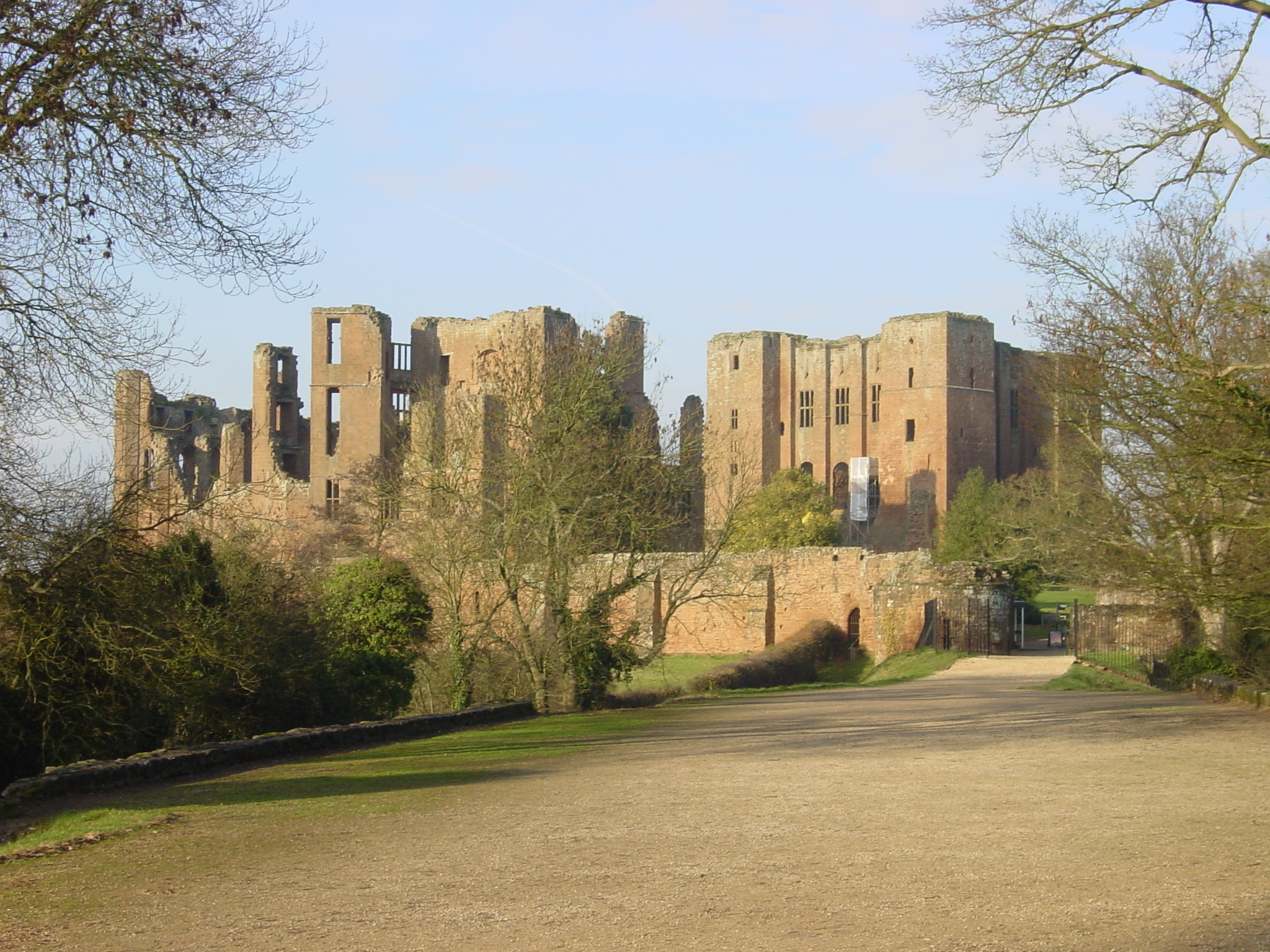
Kenilworth Castle.

Kenilworth är en stad och civil parish i grevskapet Warwickshire i England. Staden ligger i distriktet Warwick, cirka 9 kilometer sydväst om Coventry och cirka 26 kilometer sydost om centrala Birmingham. Tätorten (built-up area) hade 22 413 invånare vid folkräkningen år 2011.
Staden är främst känd för ruinen av det under inbördeskriget på 1640-talet förstörda slottet, Kenilworth Castle. Det har främst blivit känt genom Walter Scotts roman Kenilworth.